# 美因-多瑙河运河

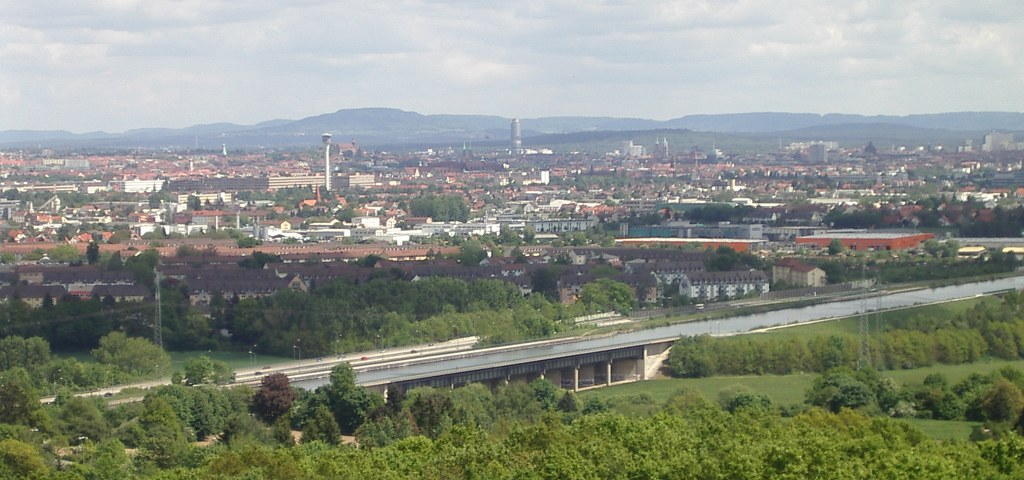
纽伦堡附近的美因—多瑙河运河河段

美因—多瑙河运河（德語：Main-Donau-Kanal）位於德国东南部，是一条透過莱茵河東岸最大支流美因河連通多瑙河的人工水道。北起美因河畔班贝格，南至多瑙河畔凯尔海姆，长171公里。1992年7月31日正式通航。运河连接了欧洲大陆上的莱茵河和多瑙河两大水系，缩短了北海与黑海之间的内河航程，对东、西欧间的货运交通及欧洲内陆国的对外联系均具重要意义。